# وكالة الإمارات للفضاء
وكالة الإمارات للفضاء، هي الهيئة الحكومية المكلفة بتطوير صناعة الفضاء داخل دولة الإمارات العربية المتحدة. تأسست في عام 2014، وتتمثل مهمتها الأساسية في تعزيز النمو والإشراف على قطاع الفضاء في البلاد. يرأس الوكالة محمد ناصر الأحبابي منذ 2014.
تعمل وكالة الإمارات العربية المتحدة برؤية تعاونية، وتقود الشراكات والمساعي الأكاديمية والاستثمارات في البحث والتطوير، إلى جانب المشاريع التجارية، لدفع تقدم علوم الفضاء واستكشافه داخل دولة الإمارات العربية المتحدة. يقع مقر الوكالة في إمارة أبوظبي ولها فرع آخر في إمارة دبي.
ساهمت الوكالة في مهمات الوصول إلى كوكب المريخ عبر مسبار الأمل، كما تسعى للوصول بعدد الأقمار الصناعية الإماراتية إلى 12 قمرًا بحلول العام 2020.
وومن المقرر أن يتم إنجاز  5 مشاريع فضائية نوعية  في 2025 تتضمن مشروع إطلاق 3 أقمار اصطناعية منها، القمر الصناعي ««MBZ-SAT»»، والقمر الصناعي «ثريا 4»، والقمر العربي 813، بالإضافة إلى إنجاز مشروع «المستكشف راشد 2»، والبوابة الإماراتية في المحطة القمرية.

## تاريخ
اقترحت الإمارات العربية المتحدة في عام 2008 إنشاء وكالة الفضاء العربية، كمشروع مدني مشابه لوكالة الفضاء الأوروبية (ESA). وقالت المؤسسة العربية للعلوم والتكنولوجيا إن وكالة للشرق الأوسط وشمال إفريقيا حصلت بالفعل على دعم غير رسمي من بعض الحكومات وتأمل أن تشكل منظمة إقليمية لنشر صور الأقمار الصناعية أساسًا مبكرًا. ستراقب الوكالة التغيرات الأمنية والبيئية باستخدام الأقمار الصناعية الاستوائية. لن يطور قدرته على الإطلاق، لأن ذلك كان متاحًا تجاريًا. ستعمل الوكالة الإقليمية المقترحة على تقليل تكلفة وضع الأقمار الصناعية في المدار وتجميع المواهب والبحث. تم تقديم الخطط إلى حكومات المنطقة وتم الدفع بها في المنتدى العالمي لتكنولوجيا الفضاء في ديسمبر 2009. وكانت الإمارات العربية المتحدة قد أطلقت بالفعل أقمارًا صناعية وأنشأت مركزًا لرصد الأرض الفضائي في أبو ظبي. ومع ذلك، تم إحراز تقدم ضئيل في إنشاء الوكالة الإقليمية بعد الاقتراح.
عام 2015 شكلت وكالة الإمارات للفضاء شراكة مع المركز الوطني للدراسات الفضائية في فرنسا ، وكذلك مع وكالة الفضاء البريطانية.

## البرامج الاستراتيجية
تم الإعلان عن الأهداف الإستراتيجية للوكالة في مايو 2015 وتشمل:
- تطوير وتوجيه قطاع فضاء وطني عالمي المستوى يدعم التنمية المستدامة.
- تشجيع البحث العلمي والابتكار لدعم التقدم في علوم وتكنولوجيا الفضاء.
- استقطاب وترقية الشباب الإماراتي ليصبحوا علماء فضاء ورواد تقنية.
- بناء وتعزيز التعاون والشراكة الدولية لتقديم خدمات إدارية بمعايير جودة عالية وشفافية

## مبادرات وكالة الإمارات للفضاء
تشارك الوكالة في توجيه عدد من المبادرات والاستثمار فيها والترويج لها. وقبل إطلاقها، كانت الإمارات قد أطلقت بالفعل أقماراً صناعية تجارية، بما في ذلك ياه سات 1A و1B من شركة EADS، والثريا 1 و2 و3 من شركة بوينغ، ودبي سات-1 ودبي سات-2 من مركز محمد بن راشد للفضاء. وتعكس هذه المشاريع، التي تم تطويرها من خلال برامج نقل التكنولوجيا مع كيانات مثل مبادرة ساتريك في كوريا الجنوبية، مما أدى إلى استثمار حالي في قطاع الفضاء يبلغ حوالي 5.5 مليار دولار.

### مركز أبحاث علوم الفضاء، العين
أعلن عن مركز أبحاث الفضاء في مدينة العين بتكلفة 27 مليون دولار في 25 مايو 2015. ويهدف المركز إلى أن يكون حاضنة لأبحاث الفضاء والتطوير والابتكار. ويعمل بالتنسيق مع عدد من الجهات بما في ذلك مرصد الإمارات المتنقل.

### مهمة الإمارات لاستكشاف المريخ
يتولى مركز محمد بن راشد للفضاء التابع لحكومة دبي تنفيذ مهمة الإمارات لاستكشاف المريخ. أطلقت دولة الإمارات العربية المتحدة بنجاح مهمة مسبار الأمل إلى المريخ في 19 يوليو 2020. وتشمل أهداف المهمة إنشاء أول صورة نهارية شاملة للغلاف الجوي للمريخ باستخدام ثلاث أدوات علمية مثبتة على مركبة مدارية تهدف إلى الوصول إلى مدار المريخ في أوائل عام 2021. في 9 فبراير وفي عام 2021، نجحت الوكالة في وضع مسبارها في مدار حول المريخ. يوظف المركز 75 شخصًا وتأمل حكومة الإمارات العربية المتحدة مضاعفة عددهم بحلول عام 2022.

### مهمة الإمارات لاستكشاف القمر
في 29 سبتمبر 2020، أعلن حاكم دبي الشيخ محمد بن راشد آل مكتوم عن مهمة الإمارات العربية المتحدة غير المأهولة إلى القمر في عام 2024، حيث كانت الدولة تسعى إلى توسيع قطاعها الفضائي. وقال الشيخ محمد أيضاً عن المركبة التي تحمل اسم "راشد" تكريمًا لإرث والده في تحديث دبي، ستغطي "مناطق لم يتم الوصول إليها بعد في بعثات الاستكشاف السابقة". في 14 أبريل 2021، أعلن مركز محمد بن راشد للفضاء عن جدول زمني سريع يهدف إلى إرسال المركبة إلى القمر بحلول عام 2022 بدلاً من 2024. في 25 أبريل 2023، ,قبل ثوانٍ من محاولة الهبوط، انقطع الاتصال بمركبة الهبوط فجأة، وأكد فريق آي سبيس [الإنجليزية] أن المركبة الفضائية اصطدمت بالقمر مما أدى إلى تدميرها.

## أقمار صناعية إماراتية
- ثريا 1
- ثريا 2
- ثريا 3
- دبي سات-1
- دبي سات-2
- دبي سات-3 (يطلق قريباً)
- ياه سات 1
- ياه سات 2
- ياه سات 3
- نايف-1
- ماي سات-1
- خليفة سات
- مزن سات (يطلق قريباً)
- ماي سات-2 (يطلق قريباً)
- دي ام سات 1 (يطلق قريباً)
- عين الصقر
- ديوا - سات 1[26]

## قانون تنظيم قطاع الفضاء
صدر القانون الاتحادي رقم 46 لعام 2023 الذي ينظم قطاع الفضاء في دولة الإمارات ويهدف إلى تنظيم الأنشطة المتعلقة بقطاع الفضاء وتشجيع الاستثمارات في القطاع الفضائي للدولة بالإضافة لدعم تطبيق تدابير الأمن والسلامة وحماية البيئة لدعم الاستقرار والاستدامة للأنشطة الفضائية، ودعم التزام دولة الإمارات بتنفيذ أحكام المعاهدات والاتفاقيات الدولية التي تكون طرفاً فيها.

## جوائز
- جائزة لوريلز للإنجاز الجماعي للعام 2023، لفريق (مسبار الأمل) من الأكاديمية الدولية للملاحة الفضائية.[28]
- فاز جناح الإمارات للفضاء بجائزة أفضل تصميم للمنصة في المؤتمر الدولي للفضاء في ميلان 2024.[29]

## وصلات خارجية
- وكالة الإمارات للفضاء
- الموقع الرسمي مؤسسة الإمارات للعلوم والتقنية المتقدمة